# Cristiano Pereira Figueiredo
Cristiano Pereira Figueiredo (Monaco di Baviera, 29 novembre 1990) è un calciatore tedesco naturalizzato portoghese, portiere del Felgueiras 1932.

## Biografia
Anche suo fratello Tobias è un calciatore.

## Statistiche

### Presenze e reti nei club
Statistiche aggiornate al 7 luglio 2017.
| Stagione           | Squadra            | Campionato         | Campionato | Campionato | Coppe nazionali | Coppe nazionali | Coppe nazionali | Coppe continentali | Coppe continentali | Coppe continentali | Altre coppe | Altre coppe | Altre coppe | Totale | Totale | Totale |
| Stagione           | Squadra            | Comp               | Pres       | Reti       | Comp            | Pres            | Reti            | Comp               | Pres               | Reti               | Comp        | Pres        | Reti        | Pres   | Reti   |        |
| ------------------ | ------------------ | ------------------ | ---------- | ---------- | --------------- | --------------- | --------------- | ------------------ | ------------------ | ------------------ | ----------- | ----------- | ----------- | ------ | ------ | ------ |
| 2007-2008          | Penalva            | SD                 | 2          | -5         | TP              | 0               | 0               |                    | -                  | -                  |             | -           | -           | 2      | -5     |        |
| 2010-gen. 2011     | Vizela             | SD                 | 15         | -13        | TP              | 0               | 0               |                    | -                  | -                  |             | -           | -           | 15     | -13    |        |
| gen.-giu. 2011     | Braga              | PL                 | 0          | 0          | TP+TL           | 0               | 0               | UEL                | 0                  | 0                  |             | -           | -           | 0      | 0      |        |
| 2011-2012          | Valencia Mestalla  | SB                 | 5          | -7         |                 | -               | -               |                    | -                  | -                  |             | -           | -           | 5      | -7     |        |
| 2012-2013          | Braga              | PL                 | 1          | 0          | TP+TL           | 0               | 0               | UEL                | 0                  | 0                  |             | -           | -           | 1      | 0      |        |
| 2012-2013          | Braga B            | SL                 | 35         | -40        |                 | 0               | 0               |                    | -                  | -                  |             | -           | -           | 35     | -40    |        |
| 2013-2014          | Braga              | PL                 | 2          | -2         | TP+TL           | 1+2             | 0               | UEL                | 0                  | 0                  |             | -           | -           | 5      | -2     |        |
| 2013-2014          | Braga B            | SL                 | 9          | -14        |                 | 0               | 0               |                    | -                  | -                  |             | -           | -           | 9      | -14    |        |
| Totale Braga B     | Totale Braga B     | Totale Braga B     | 44         | -54        |                 | -               | -               |                    | -                  | -                  |             | -           | -           | 44     | -54    |        |
| 2014-2015          | Académica          | PL                 | 26         | -29        | TP+TL           | 0+2             | 0;-5            |                    | -                  | -                  |             | -           | -           | 28     | -34    |        |
| 2015-gen. 2016     | Braga              | PL                 | 0          | 0          | TP+TL           | 0               | 0               |                    | -                  | -                  |             | -           | -           | 0      | 0      |        |
| Totale Braga       | Totale Braga       | Totale Braga       | 3          | -2         |                 | 3               | 0               |                    | -                  | -                  |             | -           | -           | 6      | -2     |        |
| gen.-giu. 2016     | Panaitōlikos       | SL                 | 1          | 0          | KE              | 0               | 0               |                    | -                  | -                  |             | -           | -           | 1      | 0      |        |
| 2016-gen. 2017     | Panaitōlikos       | SL                 | 0          | 0          | KE              | 3               | -2              |                    | -                  | -                  |             | -           | -           | 3      | -2     |        |
| Totale Panetolikos | Totale Panetolikos | Totale Panetolikos | 1          | 0          |                 | 3               | -2              |                    | -                  | -                  |             | -           | -           | 4      | -2     |        |
| gen.-giu. 2017     | Belenenses         | PL                 | 14         | -23        | TP+TL           | 0               | 0               |                    | -                  | -                  |             | -           | -           | 14     | -23    |        |
| Totale carriera    | Totale carriera    | Totale carriera    | 110        | -133       |                 | 8               | -7              |                    | -                  | -                  |             | -           | -           | 118    | -140   |        |

## Palmarès

### Club
- Coppa di Lega portoghese: 1

Braga: 2012-2013